# Јелена Асен (супруга Теодора II Ласкариса)
Јелена Асенина Бугарска је била никејска царица, супруга Теодора II Ласкариса (1254-1258).

## Биографија
Јелена је била ћерка бугарског цара Јована Асена II и Ане Марије Угарске. Била је сестра бугарског цара Калимана I и унука Андрије II Арпада и Гертруде Меранске. Деда по оцу био јој је Јован Асен I, а баба Јелена Бугарска. Година рођења Јелене није позната. Била је верена за Балдуина II од Куртноа, последњег латинског цара, пре удаје за Теодора. Ова веридба закључена је пре 1228. године. Пропашћу савеза Латинског и Другог бугарског царства, пропала је и ова веридба. Она је и формално раскинута до 1231. године. Јован Асен се потом преоријентисао на Никејско царство покушавајући да закључи споразум са царем Јованом III Дуком Ватацом. Савез је закључен 1234. године, када је склопљен и брак Ватацовог сина Теодора Ласкарис и Јелене Асен. Умрла је 1252. године. Обавештења о томе даје Георгије Акрополит. Цар Јован III Дука Ватац је умро 1254. године, када његов син Теодор ступа на престо. цар Теодор II је умро 1258. године, након чега је на престо дошао његов седмогодишњи син цар Јован IV Ласкарис. За регента је изабран Ђорђе Музалон, који је већ после девет дана убијен од стране . године.присталица Михаила Палеолога. По ослобођењу Цариграда, Палеолози преузимају и византијски престо. Цар Јован IV је ослепљен и утамничен. 

### Потомство
Теодор и Јелена имали су петоро деце:
- Ирина Дука Ласкарис, која се удала за цара Константина I Асена Тиха од Бугарске (1257-1277);
- Марија Дука Ласкарис, која се удала за деспота Нићифора I Комнина Дуку од Епира;
- Теодора, која се удала за Матеја, барона од Велигошт;
- Евдокија Ласкарис Асен, која се удала за Гуљелма Пере де Вентимиље;
- Јован IV Ласкарис, цар између 1258. и 1261. године.